# Araneus argentarius
Araneus argentarius là một loài nhện trong họ Araneidae.
Loài này thuộc chi Araneus. Araneus argentarius được William Joseph Rainbow miêu tả năm 1916.